# Gunnar Hammarström
Bror Gunnar Hammarström, född 2 oktober 1927 i Kungsholms församling, Stockholm, död 15 juli 1999 i Bäve församling, Västra Götalands län,  var en svensk arkitekt.
Hammarström, som var son till major Fritiof Hammarström och Senta Hörberg, avlade studentexamen i Växjö 1946, utexaminerades från Kungliga Tekniska högskolan 1952 och studerade även vid Kungliga Konsthögskolan. Han var anställd på Gustaf Birch-Lindgrens arkitektkontor 1952, Nils Tesch arkitektkontor 1953–1958 och chefsarkitekt på Bohuskommunernas byggnadskontor i Uddevalla från 1959. Han företog studieresor till Italien och Grekland 1958–1959.